# La Grave
La Grave (it: La Grava) è un comune francese di 506 abitanti situato nel dipartimento delle Alte Alpi nella regione della Provenza-Alpi-Costa Azzurra.
Si trova proprio di fronte alla Meije, montagna del massiccio des Écrins. È anche nel Parco nazionale degli Écrins.

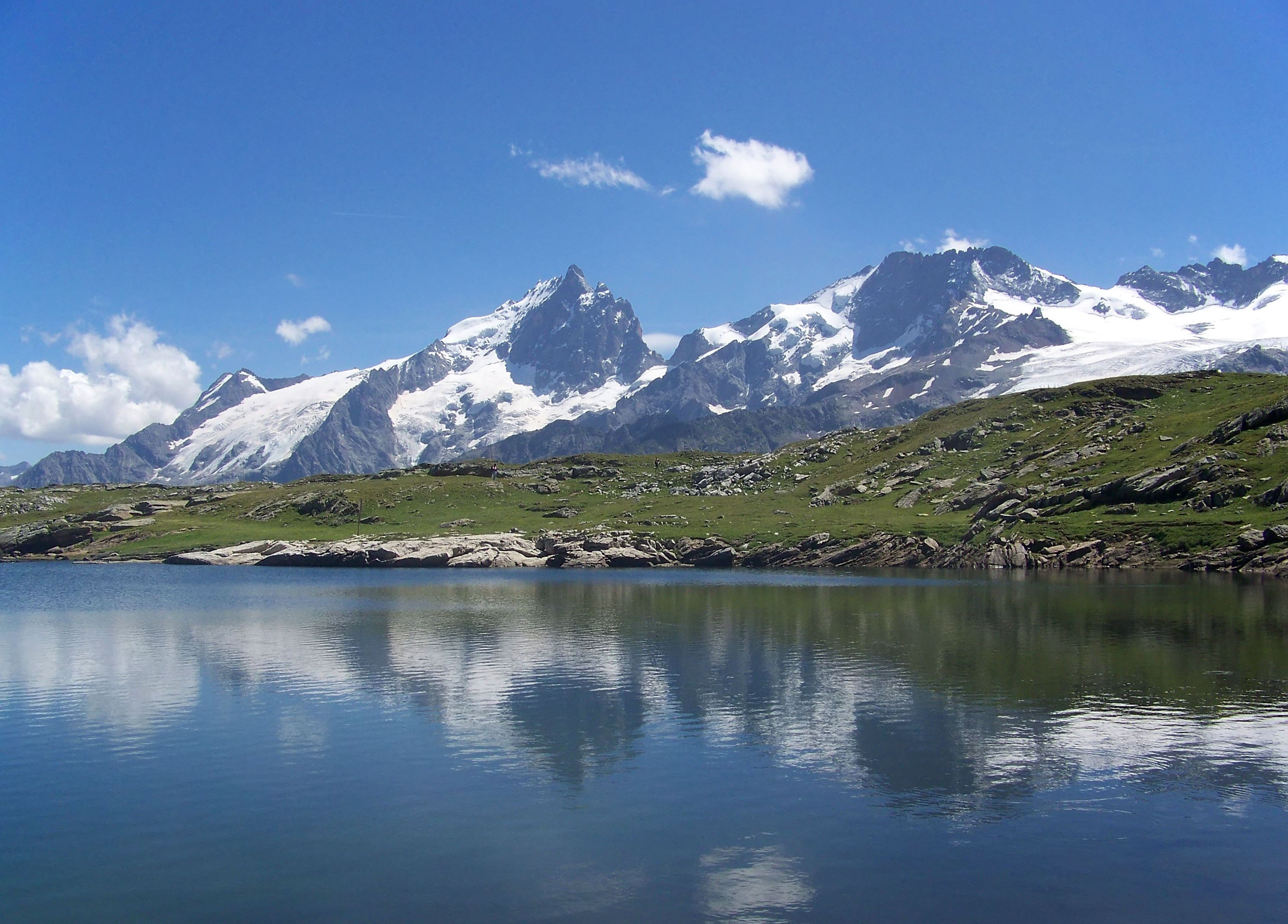
Il massiccio della Meije, visto dal plateau d'Emparis.

Ha la funivia dei ghiacciai della Meije che trasporta turisti, alpinisti o sciatori sul massiccio della Meije.
Dal 1988 durante il mese di luglio si svolge il Festival Messiaen, un festival internazionale di musica contemporanea.
Quattro rifugi alpin si trovano nel comune:
- refuge Évariste Chancel - 2 506 m
- refuge de l'Aigle - 3 450 m
- refuge du Goléon - 2 480 m
- refuge du Pic du Mas de la Grave "chez Polyte" - 1 944 m[3], vicino al plateau d’Emparis

## Società

### Evoluzione demografica

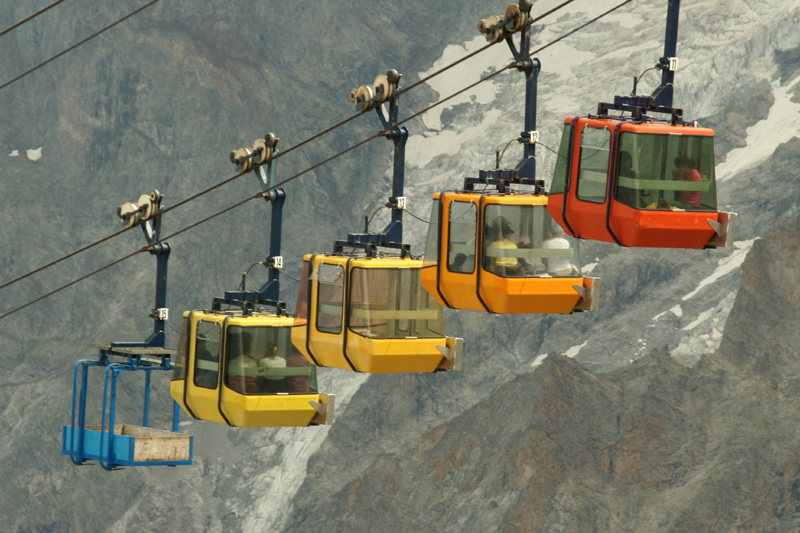
La funivia dei ghiacciai della Meije.

Abitanti censiti